# 截角三角化四面體
截角三角化四面體（truncated triakis tetrahedron）或更精確地稱為截六階角三角化四面體（order-6 truncated triakis tetrahedron）是一種凸十六面體，由12個五邊形和4個六邊形所組成，其有4組五邊形，每組有三個，並以四面體的邊和面之關係排列，原屬於四面體頂點的部分在此立體中則為六邊形。

截角三角化四面體的旋轉模型

一些化學物質的晶格之原子排列方式能構成截角三角化四面體。

## 構造
截六階角三角化四面體可以透過截去三角化四面體的6個六階頂點（六面角）來構造，這個動作建立了4個正六邊形，並留下12個鏡像對稱的五邊形。

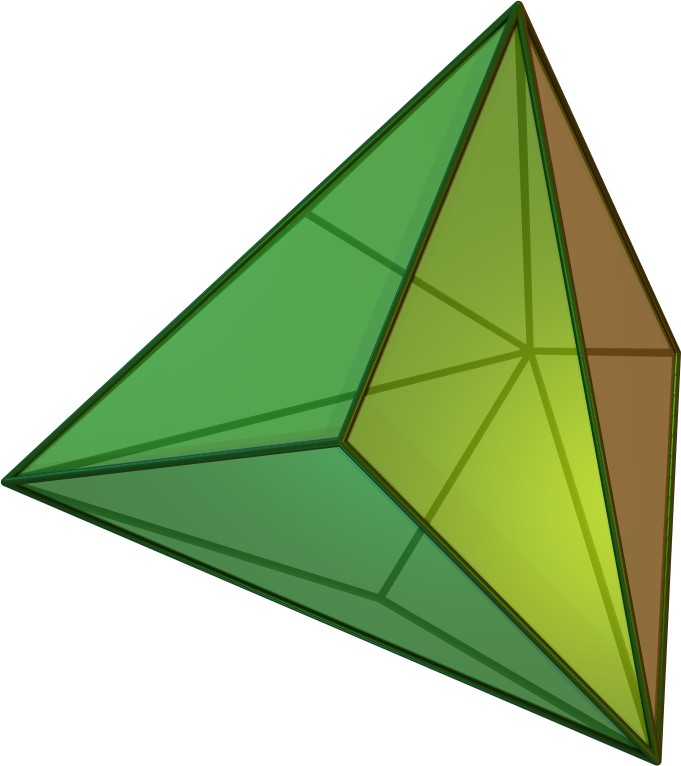
三角化四面體

拓撲結構類似的等邊多面體可以通過使用12個正五邊形、4個等邊但非平面六邊形來構造，每個頂點與內部的角度在108度和132度之間的交替。
由於其大部分的面十分接近正多邊形，因此也被歸類為擬詹森多面體。

## 性質
截角三角化四面體可以分成三種形式，一種是標準的截角形式，這種形式有兩種邊長，短邊長與長邊長的比為{\displaystyle {\frac {3+{\sqrt {3}}}{5}}}約為0.94641；另一種形式是五邊形面由1長邊和4短邊組成的截角三角化四面體，在這種形式中，短邊長與長邊長的比為{\displaystyle {\frac {3\left(5+{\sqrt {3}}\right)}{22}}}約為0.918；還有一種形式是存在外接球的形式，也就是所有頂點共球的形式，在這種形式中，短邊長與長邊長的比為{\displaystyle {\frac {\sqrt {3}}{2}}}，約為0.866。每種形式的截角三角化四面體都有16個面、42條邊和28個頂點。

### 體積
標準的截角形式之截角三角化四面體，若其長邊長為單位長，則其體積為：:483
{\displaystyle {\frac {111{\sqrt {2}}+50{\sqrt {6}}}{20}}\approx 13.9726}
五邊形面由1長邊和4短邊組成的截角三角化四面體，若其短邊長為單位長，則其體積為：
{\displaystyle {\frac {125{\sqrt {2}}+39{\sqrt {6}}}{18}}\approx 15.128155}
存在外接球的形式之截角三角化四面體，若其外接球半徑為單位長，則其體積為：
{\displaystyle {\frac {1288{\sqrt {3}}}{729}}\approx 3.060194}

## 截三階角三角化四面體

截三階角三角化四面體

三角化四面體一共有兩種頂點，分別為6階頂點和3階頂點；屬於擬詹森多面體的截角三角化四面體僅截去了6階頂點，因此又稱為截六階角三角化四面體。另一種截三階角三角化四面體則是截去3階頂點的截角三角化四面體，稱為截三階角三角化四面體（order-3 truncated triakis tetrahedron）。
截三階角三角化四面體的外觀為每個面疊上三角錐台的四面體，由12個梯形和4個三角形組成，也是一種十六面體。
其對偶多面體為三角化截角四面體，是一種空間填充多面體。

## 完全截角三角化四面體
三角化四面體一共有兩種頂點，分別為6階頂點和3階頂點；屬於擬詹森多面體的截角三角化四面體僅截去了6階頂點，因此又稱為截六階角三角化四面體。真正的截角三角化四面體是指將6階頂點和3階頂點全部截去的三角化四面體，截完後的結果是一個不規則的二十面體。

## 六角化截角四面體

六角化截角四面體的旋轉模型

截六階角三角化四面體的對偶多面體稱為六角化截角四面體，其可以透過在截角四面體的每個六邊形上疊上六角錐構成。
六角化截角四面體無法成為詹森多面體，因為若要保持所有面都是正多邊形時，在截角四面體的每個六邊形上疊上的六角錐之側面會互相共面而成為非嚴格凸的多面體。
若截角四面體疊上的六角錐之頂點正好位於其外接球，則當截角四面體的邊長為單位長時，六角錐的側面三角形的腰長為：
{\displaystyle {\frac {\sqrt {11-{\sqrt {33}}}}{2}}\approx 1.146237}
| 截角四面體 | 六角化截角四面體 | 展開圖 |